# روبرت غرينبلات
روبرت غرينبلات (بالإنجليزية: Robert Greenblatt)‏ هو شخصية أعمال أمريكي، ولد في 16 أغسطس 1960 في إلينوي في الولايات المتحدة.